# Tjumak
Tjumak (ukrainska: Чума́к), av företaget stavat Chumak, är ett svensk-ukrainskt livsmedelsföretag i Kachovka, Cherson Oblast. Det är ett av Ukrainas större sådana företag, och finns också i Kiev, Minsk och Moskva. Bland produkterna återfinns ketchup, majonnäs, pasta, salladsdressing, matsås, konserverade grönsaker, marinerade grönsaker, tomatjuice och solrosolja. Tjumak är ett av de största tomatföretagen i Centraleuropa och Östeuropa. 2010 fanns cirka 1 200 anställda, och man hade en omsättning på cirka 48 miljoner euro.

Företaget grundades 1996 under namnet South Food, Inc, av två svenska entreprenörer, Johan Bodén och hans brorson Carl Sturén. Man fick snart ekonomisk hjälp av Hans Rausing från Tetra Pak som köpte 66,7% av företaget. Den senare sålde sina andelar under 2008 till svenska investmentbolaget East Capital (22,2%) och ukrainska investmentbanken Dragon (44,5%).

## Historik
Företaget grundades i Kachovka den 29 maj 1996. Det var grundat av två svenska entreprenörer, Johan Bodén och Carl Sturén, som första gången kom till Ukraina år 1993. Då var de båda bara 19 år och bägge var engagerade i ett familjeägt grönsaksodlingsföretag i Sverige. Omständigheterna var sådana att den låga skörden av gurkor det året i Estland, där de köpte råvaror, tvingade företagarna att börja leta efter en ersättning för den förlorade estniska skörden. Johan och Carl återvände då till Ukraina för att hitta en plats för framtida produktion.
År 1995 insåg Johan och Carl behovet av sin egen produktion. I sin sökning efter investerare fann de stöd från professor Hans Rausing, grundare av Tetra Pak, ett ledande företag inom livsmedelsförpackning.
Privat AB Tjumak var den första producenten i Ukraina som började producera ketchup och de flesta såser utan konserveringsmedel. Sedan slutet av 2007 har det blivit det enda OSS-företaget som producerar majonnäs utan konserveringsmedel. 
2008 var tomatförädlingsanläggningens kapacitet 2 500 000 kg tomater årligen. I mars 2008 förvärvade investeringsbolaget Dragon Capital och East Capital Bering Ukraine Fund tillsammans 70% av Tjumakaktierna från en av dess grundare, professor Hans Rausing, medan de resterande 30% ägs av Johan Bodén och Carl Sturén. Byggandet av ett nytt kontor i Kakhovka avslutades samma år. 
2015 lanserades en workshop för produktion av egenproducerade juicer i Kakhovka. Sedan slutet av 2015 har företaget byggt ett verk för produktion av stekta solrosfrön. De planerade börja egen produktion i denna riktning det första kvartalet 2016.

### Fotnoter
1. 1 2  ”Ketchup-kungar”. e24.se. 22 augusti 2010. Arkiverad från originalet den 17 juli 2011. https://web.archive.org/web/20110717141052/http://www.e24.se/entreprenor/ketchup-kungar_2249635.e24. Läst 22 augusti 2010.
2. ↑  Göran Svedberg; Erik Mårtensson (2001). ”Chumak”. Gammalsvenskby en by i Ukraina. Malmö: J R Hain Förlag AB. sid. 86-89. ISBN 91-631-1191-8
3. ↑  mentoronline.se - Näringslivets branschnyheter Arkiverad 27 juli 2011 hämtat från the Wayback Machine.
4. ↑  Мельник, Ю. М. (2015-12-23). ”ІННОВАЦІЙНА СТРАТЕГІЯ ПІДПРИЄМСТВА ЯК ДЖЕРЕЛО ЙОГО КОНКУРЕНТНИХ ПЕРЕВАГ”. Food Industry Economics 7 (4). doi:10.15673/2312-847x.4/2015.56862. ISSN 2312-847X. http://dx.doi.org/10.15673/2312-847x.4/2015.56862. Läst 5 december 2019.
5. ↑  ”Результати дослідження:” (på ryska). StudFiles. https://studfile.net/preview/5594138/. Läst 5 december 2019.